# 敬専寺
敬専寺（きょうせんじ）は、愛知県刈谷市小山町6丁目111にある真宗大谷派の寺院。山号は永見山。本尊は阿弥陀如来。

## 歴史
建立年は定かでない。もともと天台宗の寺院だったが、応仁年間（1467年～1469年）頃に蓮如が三河国を訪れた際、応仁2年（1468年）に浄土真宗に改宗した。6世の慶了が山号を永見山に改めた。江戸時代のこの地域は碧海郡小山村だった。

## 文化財

### 県指定文化財
- 絹本淡彩綱座天神像（絵画）[3]
  - 1955年（昭和30年）5月6日指定。

## 所在地
所在地
- 愛知県刈谷市小山町6丁目111

アクセス
- JR東海道本線刈谷駅より徒歩